# Cyanopepla ira
Cyanopepla ira är en fjärilsart som beskrevs av Druce. Cyanopepla ira ingår i släktet Cyanopepla och familjen björnspinnare. Inga underarter finns listade i Catalogue of Life.